# Rast, Dolj
Rast este satul de reședință al comunei cu același nume din județul Dolj, Oltenia, România.

## Port
Portul Rast-Lom s-a realizat în cadrul Programului transfrontalier Phare CBC, iar valoarea investiției a fost de patru milioane de euro.

## Inundațiile din 2006
Localitatea a fost foarte afectată în timpul inundațiilor din 2006 când, pe 16 aprilie, mai mult de 800 de rezidenți au fost evacuați, sute de case au fost inundate, dintre care cel puțin 100 au fost distruse.

## Personalități
- Gheorghe Jienescu, general român

 Acest articol despre o localitate din județul Dolj este deocamdată un ciot. Puteți ajuta Wikipedia prin completarea lui.